# Pistolet automatique modèle 1935S

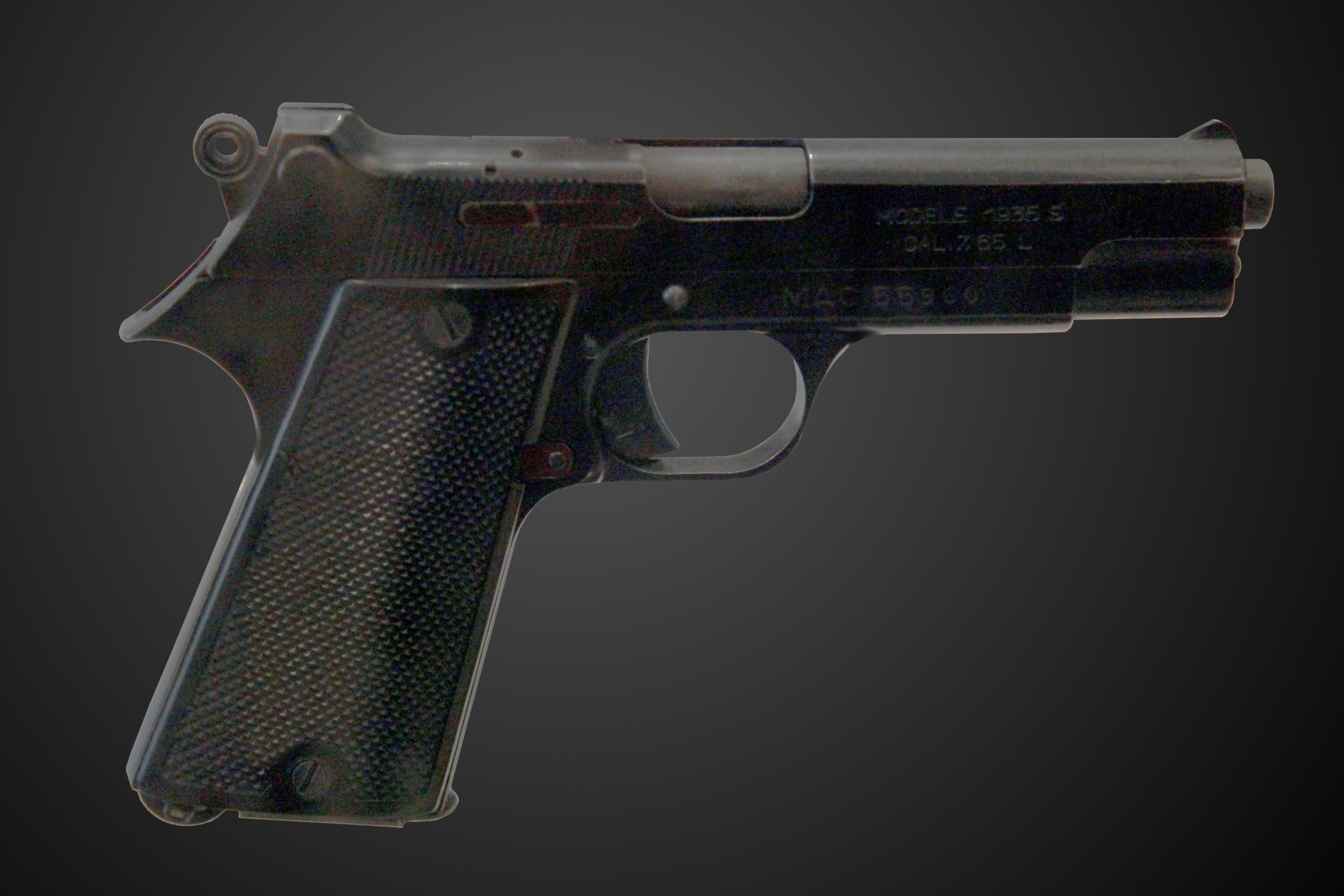
Un PA Mle 1935 S conservé au Musée de l'Armée (Paris).

Le pistolet automatique modèle 1935S (« S » pour Saint-Étienne) fut réglementaire dans l'Armée française de 1940 à 1962, conjointement au pistolet automatique modèle 1935A. Il fut remplacé par le MAC 50.

## Présentation
Modèle mécanique du MAC 1950, il tire en simple action et sa platine est amovible. Arme adoptée en 1937 sous l'appellation de pistolet automatique de 7,65 mm long modèle 1935S, sa production débuta de façon limitée et au jour de l'armistice en juin 1940 seulement 1 404 exemplaires avaient été livrés par la Manufacture d'armes de Saint-Étienne.
À la Libération, le PA 1935S reprit du service au sein de l'armée française mais du fait de sa munition au pouvoir d'arrêt limité et du grand nombre d'armes étrangères en service, il ne faisait plus le poids. La production continua cependant et la plus grosse partie des armes produites le fut après la guerre. Prise par d'autres contrats et ne pouvant pas absorber ce surplus de travail, la MAS sous-traita la fabrication de 10 000 armes à  Manufrance en 1945. Ce contrat prit fin après la livraison de 9 288 armes. La MAC reprit progressivement la fabrication et apporta des modifications dont la principale était le changement radical du levier de sûreté, les armes portant ce nouveau levier étant dès lors appelées PA 1935SM1. L'arme fut également en service dans la gendarmerie nationale, les CRS et la préfecture de police de Paris. Il souffrait uniquement d'une munition faible et d'un levier de sécurité mal placé.

## Données numériques
- Munition : 7,65 × 20 mm Long
- Longueur : 18,9 cm
- Canon : 10,6 cm
- Masse à vide : 720 g
- Chargeur : 8 cartouches

## Pour en savoir plus
- Les Armes de Poing de L'Armée française 1858-2004	par J. Huon & E. Medlin, Editions    Crepin Leblond, Avril 2005.
- Revolvers & pistolets automatiques français	par Daniel Casanova, Etai, Septembre 2015.